# Belodasys lineata
Belodasys lineata là một loài bọ cánh cứng trong họ Cerambycidae.